# Élesmes
Élesmes település Franciaországban, Nord megyében. Lakosainak száma 1002 fő (2022. január 1.). Élesmes Bersillies, Vieux-Reng, Assevent, Boussois, Mairieux és Maubeuge községekkel határos.

## Népesség
A település népességének változása:
| Lakosok száma | 961  | 987  | 997  | 980  | 976  | 986  | 998  | 992  | 1002 |
|               | 2013 | 2015 | 2016 | 2017 | 2018 | 2019 | 2020 | 2021 | 2022 |